# Siming
Siming léase Si-Míng (en chino: 思明区, pinyin: Sīmíng qū, en minnan: Su-bêng-khu) es un distrito urbano bajo la administración directa de la Ciudad subprovincial de Xiamen. Se ubica en la isla Xiamen, al sur de la provincia de Fujian, suroeste de la República Popular China. Su área es de 76 km² (54% de la isla) a 1/2 metro sobre el nivel del mar y su población total para 2018 fue de +1 millón de habitantes. 

## Administración
El distrito de Siming se divide en 10 subdistritos.
- Suddistrito Binghai (滨海)
- Suddistrito Zhonghua (中华)
- Suddistrito Xiagang (厦港)
- Suddistrito Lianqian (莲前)
- Suddistrito Jialian (嘉莲)
- Suddistrito Yundang (筼筜)
- Suddistrito Wucun (梧村)
- Suddistrito Kaiyuan (开元)
- Suddistrito Lujiang (鹭江)
- Suddistrito Gulangyu (鼓浪屿)

## Historia
Siming es la contracción de Sínian'mingcháo literalmente significa la falta de la dinastía Ming (思念明朝). En 1650, Koxinga cambió el nombre de Xiamen a prefectura Síming (思明州). El condado se estableció en inicios de la fundación de la República Popular China.
En ese lugar, en octubre de 1945 se creó el distrito Zhongxin (中心区) luego se re nombró a Síming en 1950. En abril de 1953, el gobierno del distrito fue elevado a distrito de condado (区公所). Desde agosto de 1966 hasta octubre de 1979, Síming se conoció como Xiangyang (向阳).

## Clima
Debido a su posición geográfica, los patrones climáticos en la siguiente tabla son los mismos de Xiamen.
| Parámetros climáticos promedio de Siming    | Parámetros climáticos promedio de Siming | Parámetros climáticos promedio de Siming | Parámetros climáticos promedio de Siming | Parámetros climáticos promedio de Siming | Parámetros climáticos promedio de Siming | Parámetros climáticos promedio de Siming | Parámetros climáticos promedio de Siming | Parámetros climáticos promedio de Siming | Parámetros climáticos promedio de Siming | Parámetros climáticos promedio de Siming | Parámetros climáticos promedio de Siming | Parámetros climáticos promedio de Siming | Parámetros climáticos promedio de Siming |
| Mes                                         | Ene.                                     | Feb.                                     | Mar.                                     | Abr.                                     | May.                                     | Jun.                                     | Jul.                                     | Ago.                                     | Sep.                                     | Oct.                                     | Nov.                                     | Dic.                                     | Anual                                    |
| ------------------------------------------- | ---------------------------------------- | ---------------------------------------- | ---------------------------------------- | ---------------------------------------- | ---------------------------------------- | ---------------------------------------- | ---------------------------------------- | ---------------------------------------- | ---------------------------------------- | ---------------------------------------- | ---------------------------------------- | ---------------------------------------- | ---------------------------------------- |
| Temp. máx. media (°C)                       | 17.0                                     | 16.6                                     | 18.8                                     | 23.1                                     | 26.6                                     | 29.5                                     | 32.0                                     | 31.8                                     | 30.0                                     | 27.4                                     | 23.6                                     | 19.2                                     | 24.6                                     |
| Temp. mín. media (°C)                       | 9.7                                      | 9.8                                      | 11.8                                     | 15.9                                     | 19.9                                     | 23.3                                     | 25.0                                     | 24.8                                     | 23.3                                     | 20.3                                     | 16.2                                     | 11.7                                     | 17.6                                     |
| Lluvias (mm)                                | 34.2                                     | 99.4                                     | 125.2                                    | 157.0                                    | 161.8                                    | 187.2                                    | 138.4                                    | 209.0                                    | 141.4                                    | 36.2                                     | 31.1                                     | 28.2                                     | 1349.1                                   |
| Días de lluvias (≥ 0.1 mm)                  | 7.1                                      | 12.0                                     | 15.4                                     | 14.6                                     | 15.2                                     | 14.8                                     | 9.9                                      | 10.9                                     | 9.0                                      | 3.2                                      | 4.0                                      | 4.9                                      | 121.0                                    |
| Horas de sol                                | 133.3                                    | 88.3                                     | 89.6                                     | 105.6                                    | 132.6                                    | 163.8                                    | 234.6                                    | 211.6                                    | 178.9                                    | 188.4                                    | 163.0                                    | 163.5                                    | 1853.2                                   |
| Humedad relativa (%)                        | 75                                       | 80                                       | 83                                       | 82                                       | 84                                       | 86                                       | 82                                       | 82                                       | 78                                       | 71                                       | 70                                       | 70                                       | 78.6                                     |
| Fuente: China Meteorological Administration |                                          |                                          |                                          |                                          |                                          |                                          |                                          |                                          |                                          |                                          |                                          |                                          |                                          |